# Ерв Бостан Амани
Ерв Бостан Амани (фр. Herve Bostan Amani; Брома, 11. октобра 1997) фудбалер је из Обале Слоноваче. Висок је 184 центиметра и игра у нападу.

## Каријера
Амани је рођен у Броми, месту у централном делу Обале Слоноваче, док је на почетку своје сениорске фудбалске каријере неко време провео у Ломеу, главном граду Тогоа, где је наступао за локални Ентенте до своје 20. године. Лета 2017, Амани је стигао у Србију, где је приступио екипи Јавора из Ивањице, са којом је потписао троипогодишњи професионални уговор. Недуго затим, уступљен је крагујевачком Радничком 1923 на полугодишњи период. Свој дебитантски наступ у Првој лиги Србије, Амани је забележио у другом колу сезоне 2017/18, ушавши у игру у другом полувремену утакмице против Металца из Горњег Милановца. За екипу Радничког Амани је уписао 9 лигашких наступа, док је једини погодак постигао на гостовању Јагодини, 9. септембра исте године.
По повратку са позајмице, Амани се прикључио првој екипи Јавора почетком следеће године. У Суперлиги Србије, Амани је дебитовао 31. марта 2018. године, ушавши у игру уместо Николе Петковића у 78. минуту утакмице против Радника у Сурдулици. Свој први погодак за Јавор Амани је постигао против екипе Младости из Лучана у 33. колу првенства, односно 3. кругу доигравања за опстанак.

## Статистика

#### Клупска
| Клуб                            | Сезона   | Лига             | Лига    | Лига   | Национални куп | Национални куп | Европа  | Европа | Остало  | Остало | Укупно  | Укупно |
| Клуб                            | Сезона   | Дивизија         | Наступа | Голова | Наступа        | Голова         | Наступа | Голова | Наступа | Голова | Наступа | Голова |
| ------------------------------- | -------- | ---------------- | ------- | ------ | -------------- | -------------- | ------- | ------ | ------- | ------ | ------- | ------ |
| Раднички Крагујевац (позајмица) | 2017/18. | Прва лига Србије | 9       | 1      | —              | —              | —       | —      | —       | —      | 9       | 1      |
| Јавор Ивањица                   | 2017/18. | Суперлига Србије | 7       | 1      | —              | —              | —       | —      | —       | —      | 7       | 1      |
| Јавор Ивањица                   | 2018/19. | Прва лига Србије | 16      | 2      | 2              | 2              | —       | —      | —       | —      | 18      | 4      |
| Јавор Ивањица                   | Укупно   | Укупно           | 23      | 3      | 2              | 2              | —       | —      | —       | —      | 25      | 5      |
| Каријера                        | Каријера | Каријера         | 32      | 4      | 2              | 2              | —       | —      | —       | —      | 34      | 6      |

- Ажурирано 12. јуна 2019. године.